# Мельохін Віктор Сергійович
Віктор Сергійович Мельохін (рос. Виктор Сергеевич Мелёхин, нар. 16 грудня 2003, Домодєдово, Росія) — російський футболіст, центральний захисник клубу «Ростов».

## Ігрова кар'єра

### Клубна
Віктор Мельохін почав займатися футболом у своєму рідному місті Домодєдово. З 2013 року він грав в молодіжній команді «Вітязя» з Подольська. З 2019 року Мельохін був гравцем футбольної академії московського клубу «Родіна».
В середині сезону 2020/21 Мельохін був переведений до академії «Ростова», де він перекваліфікувався з атакувального півзахисника в центрального захисника. 22 серпня 2021 року Віктор Мельохін дебютував на проефсійному рівні, вийшовши на другий тайм матчу чемпіонату Росії проти «Нижнього Новгорода».
У квітні 2022 року Мельохін підписав з «Ростовом» контракт на п'ять років.

### Збірна
У 2022 році Віктор Мельохін провів три матчі в складі молодіжної збірної Росії.
У вересні 2023 року футболіст отримав перший виклик до національної збірної Росії.